# Dioclesian
Dioclesian (The Prophetess: or, The History of Dioclesian) és una semiòpera tragicòmica en cinc actes amb música d'Henry Purcell i llibret en anglès de Thomas Betterton basat en l'obra teatral The Prophetess, de John Fletcher i Philip Massinger, que al seu torn es basa molt lliurement en la vida de l'emperador Dioclecià. Es va estrenar a la fi de maig de 1690 al Queen's Theatre, Dorset Garden. L'obra teatral s'havia produït, per primera vegada, el 1622. La coreografia de les diverses danses és obra de Josias Priest, qui va treballar amb Purcell en altres de les seves semiòperes.
Betterton va reelaborar l'obra àmpliament, i va deixar molt espai per a la música de Purcell, notablement en l'escena del "monstre" al final de l'Acte II i la masque final sobre la victòria de l'Amor, que va seguir sent popular fins ben entrat el segle xviii.
La primera producció va tenir un Pròleg escrit per John Dryden que va ser suprimit després de només una representació; era massa crític amb la campanya del rei Guillem a Irlanda.

## Argument
La història és aparentment sobre la lluita pel poder en l'Antiga Roma, però de fet és sobre la lluita universal entre l'amor i el deure. Delphia, una profeta, anticipa que Diocles, un soldat d'infanteria, es convertirà en emperador després de matar a un "poderós senglar" i casar-se amb la neboda de Delphia, Drusilla, qui està enamorada d'ell. Diocles es pren de debò la profecia, i comença a matar porcs. Resulta que un soldat anomenat Volutius Aper (Aper=senglar) ha assassinat a l'anterior emperador, i Diocles mata a Aper en venjança. Com a recompensa per la seva acció se'l fa coemperador i es canvia el nom pel de Dioclesian. Ignora la seva promesa de casar-se amb Drusilla, i en lloc d'això corteja a la germana del coemperador la princesa Aurelia. Això enutja a Delphia, qui deté la cerimònia nupcial conjurant una tempesta i un monstre. Llavors fa que la princesa s'enamori del rival de Diocles, Maximinian, i els perses derrotin a l'exèrcit romà. Diocles repara llavors en l'error en què ha incorregut, rebutja als invasors, cedeix la meitat del tron a Maximinian, i es trasllada a Llombardia amb Drusilla.

## Enregistraments
- Timon Of Athens/Dioclesian, Lynne Dawson, English Baroque Soloists i el Cor Monteverdi dirigits per John Eliot Gardiner (Erato, 1988)
- Timon Of Athens/Dioclesian Collegium Musicum 90, dirigit per Richard Hickox (Chandos, 1995)
- Timon Of Athens/Dioclesian The English Concert, dirigit per Trevor Pinnock (Archiv, 1995)